# Mahjoubi Aherdane
Mahjoubi Aherdane (in arabo المحجوبي أحرضان‎?; in berbero Lmḥjubi Aḥrḍan; Oulmes, 1922 – Rabat, 15 novembre 2020) è stato un politico, poeta e pittore berbero con cittadinanza marocchina.

## Biografia
Mahjoubi Aherdane nacque a Oulmes nel 1922 da una famiglia berbera della confederazione tribale degli Ait Sgougou. Conseguì gli studi al Collegio di Azrou e all'Académie royale militaire de Meknès. Combatté nella seconda guerra mondiale nelle file dell'esercito francese e al suo ritorno fu nominato caid di Oulmes. Durante l'esilio di re Muhammad V si rifiutò di firmare la petizione di Thami El Glaoui. Partecipò alla lotta per l'indipendenza, divenendo comandante nell'Esercito di Liberazione Nazionale, venendo destituito dalle autorità francesi. In seguito all'indipendenza del Paese fondò il Movimento Popolare, in rappresentanza dei notabili berberi e in opposizione all'Istiqlal, dominato dalla borghesia arabofona di Fès e Rabat. Prestò servizio come governatore della provincia di Rabat tra il 1956 e il 1958, come ministro della difesa e ministro dell'agricoltura negli anni 1960 e come ministro delle poste e delle telecomunicazioni nel 1977. Nel 1990 venne nominato da re Hasan II rappresentante dell'Esercito di Liberazione Nazionale al Conseil consultatif des droits de l'homme. Nel 1991 fondò il Movimento Nazionale Popolare, nato da una scissione del Movimento Popolare, con il quale si ricongiunse nel 2006, divenendone presidente. Morì a Rabat nel 2020. Il figlio Ouzzin Aherdane fu uno dei principali esponenti dell'attivismo berberista in Marocco e del Congresso mondiale amazigh.

## Opere
- Un poème pour étendard (1991)
- Ezzayegh
- Mémoires
- Aguns n tilla
- Iguider
- La masse ira
- Mémoires tome 2
- Le reflet du vent
- Ezzayegh
- Cela reste cela